# 勝田線
勝田線（日语：／ Katsuta sen */?）曾經是一條連結日本福岡縣福岡市博多區的吉塚站與同縣糟屋郡宇美町的筑前勝田站，屬於日本國有鐵道的鐵路線（地方交通線）。伴隨1980年（昭和55年）國鐵再建法的實施，翌年9月獲指定為第1次特定地方交通線，1985年（昭和60年）4月1日全線廢除。

## 路線資料（廢除時）
- 管轄：日本國有鐵道
- 路段（營業距離）：吉塚－筑前勝田 13.8公里（吉塚站構內的1.5公里與篠栗線共用軌道）
- 軌距：1,067毫米
- 站數：7個（包括起點站）
- 複線路段：沒有（全線單線）
- 電氣化路段：沒有（全線非電氣化（日语：非電化））
- 閉塞方式：不明

## 車站列表
接續路線的公司名以勝田線廢除時為準。所有車站都位於福岡縣。
| 中文站名 | 日文站名 | 英文站名 | 站間距離 | 營業距離 | 接續路線                         | 所在地       |
| -------- | -------- | -------- | -------- | -------- | -------------------------------- | ------------ |
| 吉塚     |          |          | -        | 0.0      | 日本國有鐵道：鹿兒島本線、篠栗線 | 福岡市博多區 |
| 御手洗   |          |          | 3.4      | 3.4      |                                  | 糟屋郡志免町 |
| 上龜山   |          |          | 1.1      | 4.5      |                                  | 糟屋郡志免町 |
| 志免     |          |          | 2.8      | 7.3      | 香椎線貨物支線                   | 糟屋郡志免町 |
| 下宇美   |          |          | 2.9      | 10.2     |                                  | 糟屋郡宇美町 |
| 宇美     |          |          | 0.8      | 11.0     | 日本國有鐵道：香椎線             | 糟屋郡宇美町 |
| 筑前勝田 |          |          | 2.8      | 13.8     |                                  | 糟屋郡宇美町 |

吉塚站－御手洗站間通過粕屋町，但不設站。